# Association de la jeunesse de Petite-Île
L'Association Jeunesse de Petite-Île (AJ Petite-Ile) est un club de football réunionnais basé à Petite-Île. Son équipe évolue actuellement en R2 (Régional 2).

## Historique
Le club était encore peu connu à la Réunion jusqu'en 2009 où il est passé de la D2D à la D1P en moins de trois saisons. Lors de sa saison en D2R, il se bat pour la montée avec la JS Vincendo et réussit l'incroyable exploit de monter en D1P. En 2010, les Petite-Ilois se maintiennent dans l'élite en se classant dans le milieu de tableau.
Lors de la saison 2011, elle termine 11e de D1P et descend en D2 Régionale. En 2012, l'équipe termine 2e de D2R et retrouve la D1P.
Lors de la saison 2015, l'équipe était placée dans la zone rouge de la 1ère à la 20e journée, finalement l'équipe termine 9e sur 12 et se maintient en D1P.
Lors de la saison 2016-2017, l’équipe crée l'exploit en coupe de la Réunion en battant la JS Saint-Pierroisse (2-1) en quart de finale et, pour la première fois de son existence, l'équipe se qualifie en demi-finale mais finira par perdre le match (1-0) contre L'AS marsouins.
Alors que il y a 2 ans de cela, l'équipe jouait le maintien et en 2017 elle crée l'exploit la première de son histoire en étant champion de la coupe de France, match gagné contre La Tamponnaise (R2) 1-0.
Le dimanche 12 novembre 2017, l'AJ Petite-Ile accueille l'équipe de l'AS Beauvais (national 2) match de qualification pour le 8e tour de la coupe de France. Après une bonne première période, l'équipe de l'AJ Petite-Ile encaisse 1 but à la 62' qui l'éliminera par la suite. 
La saison 2018 le club fait la pire saison de son histoire en terminant avant dernière de la R1 et descend en R2 

## Palmarès
- Champion de D3 (2005)
- Coupe Dominique Sauger (2006)
- Demi-finaliste coupe de la Réunion (2017)
- Champion de la coupe de France (2017)